# Peralta de Turrialba
Peralta es un distrito del cantón de Turrialba, en la provincia de Cartago, de Costa Rica.

## Geografía
Peralta cuenta con un área de 9,69 km² y una altitud media de 382 m s. n. m.

## Demografía
Para el año 2022, Peralta cuenta con una población estimada de 751 habitantes, y para el último censo efectuado, en 2011, Peralta contaba con una población de 511 habitantes.

## Localidades
- Poblados: El Seis.

## Transporte

### Carreteras
Al distrito lo atraviesan las siguientes rutas nacionales de carretera:
- Ruta nacional 415